# République démocratique d'Afghanistan
Pour les articles homonymes, voir République d'Afghanistan.
30 avril 1978 – 30 avril 1992
(13 ans, 11 mois et 29 jours)
Entités précédentes :
- République d'Afghanistan

Entités suivantes :
- État islamique d'Afghanistan

La république démocratique d'Afghanistan est le nom porté de 1978 à 1987 par l'Afghanistan, alors dirigé par le gouvernement communiste du Parti démocratique populaire d'Afghanistan (PDPA). Elle succède à la république d'Afghanistan (1973-1978) de Daoud Khan et débute par une révolution communiste suivie de répressions et d'une guerre civile qui dure jusqu'à l'effondrement du régime en 1992 et la victoire des moudjahidines. Jusqu'en 1989, le régime est dépendant de l'Union soviétique économiquement comme militairement.
De 1987 à 1992, le régime porte le nom de république d'Afghanistan.

## Histoire

### La révolution de 1978

Deuxième drapeau, adopté en 1978.

Le 17 avril 1978, Mir Akbar Khyber, membre éminent du Parti démocratique populaire d'Afghanistan (PDPA) a, dit-on, été assassiné par le gouvernement du président Mohammed Daoud Khan. Après les funérailles de Khyber, de nombreux membres du PDPA, dont Nour Mohammad Taraki, Babrak Karmal et Hafizullah Amin, sont arrêtés. Beaucoup d'officiers de l'aile militaire du PDPA, toutefois, réussissent à rester en liberté et à s'organiser.
Le 27 avril 1978, le Parti démocratique populaire d'Afghanistan, dirigé par Nour Mohammad Taraki, Babrak Karmal et Hafizullah Amin renverse le régime de Mohammad Daoud. Dans la matinée du 28 avril 1978, Mohammed Daoud et sa famille sont exécutés. Le soulèvement est connu comme la « grande révolution de Saur » (« Saur », se référant au mois d'avril dans le calendrier persan). Le 1er mai, Taraki devient président du conseil révolutionnaire et premier ministre. Le pays est alors rebaptisé république démocratique d'Afghanistan. Ce régime contrôlé par le PDPA se maintient, sous une forme ou une autre, jusqu'en avril 1992.

#### Historique du coup d'État

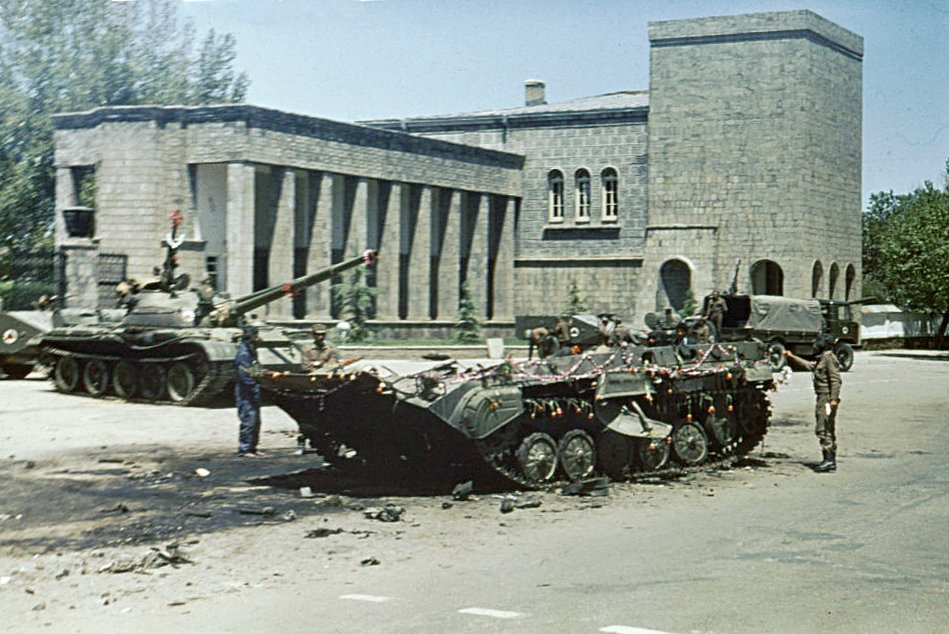
Le jour suivant la révolution de Saur.

La relative démocratisation de l'éducation avait permis à de nouvelles couches sociales d'accéder à l'Université, mais, contrairement à l'élite qui est sûre de trouver un emploi à la fin des études, ces nouveaux diplômés sont relégués à des emplois subalternes ou réduits au chômage. Cette dichotomie se retrouve dans l'organisation du PDPA. En effet, en 1967, deux ans après sa fondation, le PDPA se divise en plusieurs factions. Dix ans plus tard, les efforts de l'Union soviétique réunissent la faction Khalq (le Peuple) de Taraki, de culture pachtoune, et la faction Parcham (le Drapeau) de Babrak Karmal, de culture tadjike, persanophone, issue de l'élite. La faction khalqi est sectaire, partisane d'une rupture radicale, tandis que la faction parchami est plus modérée. La révolution de Saur est presque entièrement la réalisation de la faction Khalq du PDPA. Ce succès lui donne un contrôle effectif sur les forces armées, un grand avantage sur son rival Parchami. La victoire du Khalq est due en partie à une erreur de calcul de Daoud qui percevait en la faction Parcham la menace la plus grave. Les dirigeants Parcham jouissent de relations étendues parmi les hauts fonctionnaires, dans la famille royale et dans l'élite la plus privilégiée. Ces liens permettent également de suivre leurs mouvements plus facilement.
La faction Khalq, de plus, n'est pas impliquée dans le gouvernement Daoud, et a peu de liens avec l'élite de Kaboul parlant persan, et une réputation de rusticité due au recrutement des étudiants de province. La plupart d'entre eux sont Pachtounes, en particulier les Ghilzais. Ils sont peu liés avec la haute bureaucratie, et beaucoup exercent des emplois d'enseignants scolaires. L'influence Khalq à l'université de Kaboul est également limitée.
Ces nouveaux venus à Kaboul semblent mal placés pour pénétrer dans le gouvernement. En outre, ils sont conduits par l'erratique Taraki Mohammed, un poète, petit fonctionnaire et radical de notoriété publique. Persuadé que ses officiers militaires sont fiables, Daoud méjuge la diligence du lieutenant de Taraki, Hafizullah Amin, qui cherche les officiers pachtounes dissidents. Le cafouillage de l'arrestation d'Amin, qui lui permet de déclencher le coup d'État en avance sur la date prévue, suggère également la pénétration Khalq de la police de sécurité Daoud.
Les organisateurs du coup d'État ont procédé à un plan audacieux et sophistiqué. Il emploie l'effet de choc d'un assaut combiné de blindés et de l'air sur le palais Argor, le siège du gouvernement très centralisé de Daoud. L'initiative démoralise les forces fidèles ou non engagées à proximité. La prise rapide des infrastructures de télécommunications, du ministère de la Défense et d'autres centres stratégiques isole la garde du palais de Daoud qui résiste obstinément.
Le coup d'État est de loin la réalisation la plus réussie du Khalq. Tant et si bien qu'une littérature considérable s'est accumulée en faisant valoir que celui-ci doit avoir été planifié et exécuté par le KGB ou une branche spéciale de l'armée soviétique. Or, étant donné les tensions qui se sont vite instaurées entre le Khalq et des fonctionnaires soviétiques, en particulier au cours de la purge du Parcham, le contrôle soviétique sur le putsch semble peu probable, ni même sa connaissance préalable. Les allégations selon lesquelles les pilotes soviétiques auraient bombardé le palais oublient la disponibilité de pilotes chevronnés afghans. Au contraire, les responsables soviétiques et le KGB semblent avoir été pris de court par cette action soudaine, alors qu'ils considèrent l'Afghanistan comme trop insuffisamment préparé à une politique communiste. Le secrétaire d'État américain Cyrus Vance indiquera ultérieurement dans ses mémoires : « Nous n’avions aucune preuve d’une quelconque complicité soviétique dans le coup d’État. »
Le leadership politique de la république démocratique d'Afghanistan a été affirmé dans les trois jours du coup d'État militaire. Après treize ans d'activité clandestine, les deux factions du PDPA émergent au grand public, en refusant au premier abord d'admettre leurs titres marxistes. La domination Khalq est rapidement évidente. Taraki est devenu président de la République, Premier ministre et Secrétaire général du PDPA, et Hafizullah Amin vice-Premier ministre. Le leader du Parcham, Babrak Karmal est également nommé vice-Premier ministre. Les membres du cabinet sont divisés en deux, onze d'une part et dix de l'autre, avec le Khalq dans la majorité. Ce dernier domine le Conseil révolutionnaire (en) censé servir d'organe dirigeant du gouvernement. En quelques semaines, des purges au Parcham commencent et vers l'été, les dirigeants soviétiques prennent conscience de la difficulté à tempérer le radicalisme de la faction Khalq.

### Répressions et guerre civile
Sous la monarchie, l'espérance de vie était de 35 ans, notamment à cause de la forte mortalité infantile. L'analphabétisme touchait 90 % de la population. Le changement de régime semble dans un premier temps soutenu par le peuple afghan. Les journalistes étrangers présents à Kaboul, rapporte le New York Times, ont été surpris de constater que « presque tous les Afghans qu’ils ont interrogés ont déclaré qu'ils étaient ravis du coup d'État ». Le Washington Post rapporte que « la loyauté des Afghans envers le gouvernement peut difficilement être mise en doute ».

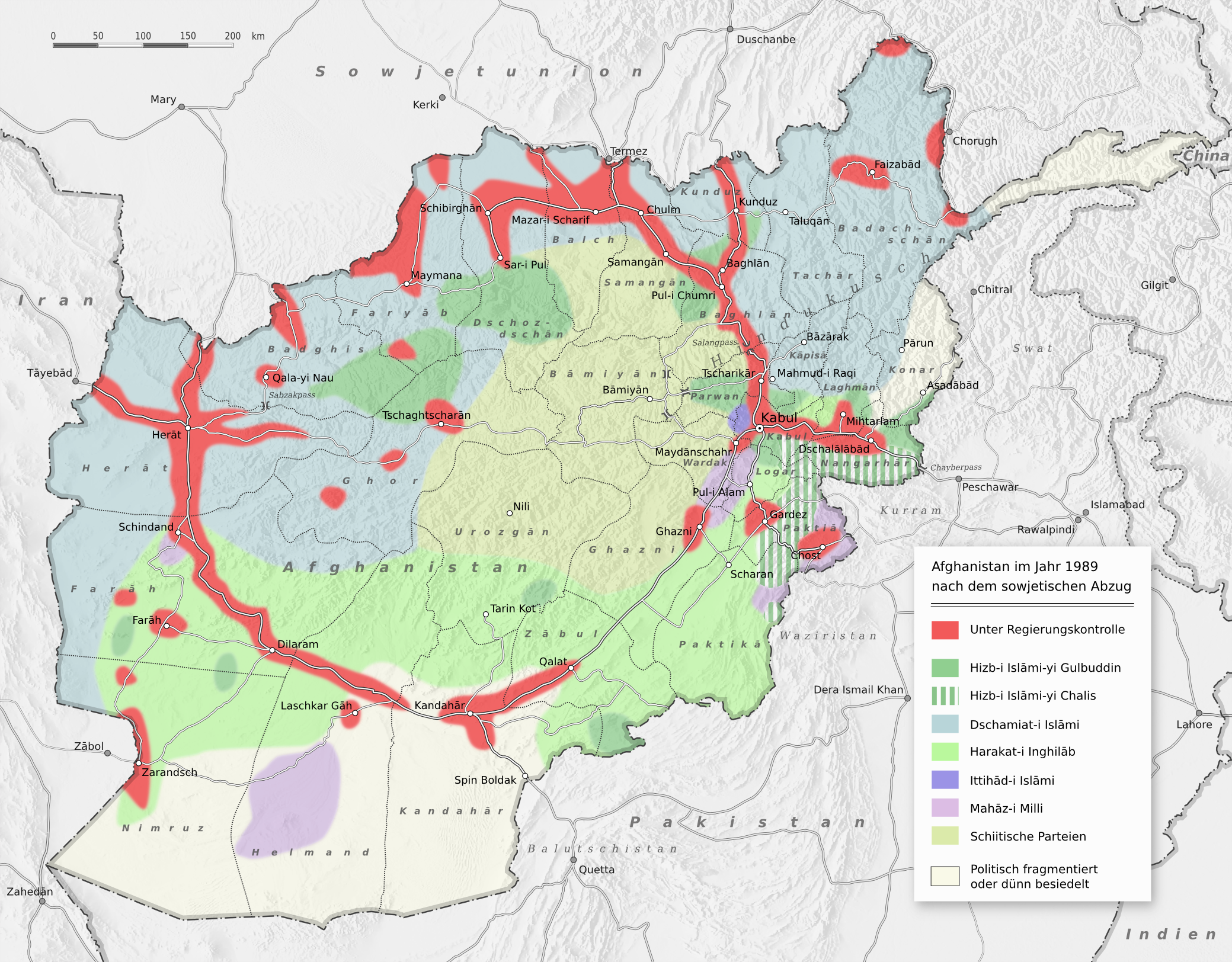
Situation politique de l'Afghanistan en 1989 durant la guerre civile

Entre mille et trois mille personnes sont tuées durant le coup d'État communiste de 1978, incluant le président Mohammad Daoud Khan et dix-sept membres de sa famille. De nombreuses personnes dont beaucoup de membres de la famille royale sont incarcérées. Nour Mohammad Taraki est nommé président du Conseil révolutionnaire (en) et Premier ministre, tandis que Babrak Karmal, dirigeant du parti communiste Parcham (« le drapeau ») dominé par les Tadjiks, devient vice-Premier ministre et Hafizullah Amin ministre des Affaires étrangères. Les syndicats sont légalisés et les prisonniers politiques du régime précédent libérés. Le nouveau gouvernement introduit la gratuité des soins médicaux et entreprend une campagne d’alphabétisation de masse. Il proclame également l'égalité des droits pour les femmes et les minorités ethniques, ce qui n'est pas toujours suivi d'effet, notamment dans les campagnes. 
Babrak Karmal avait soutenu le coup d'État de Daoud en 1973. En 1977, le Parcham se joint au Khalq (« le peuple »), autre faction communiste née dans les années 1960, mais formée essentiellement de Pachtounes. Petit à petit, Karmal et les autres membres du Parcham sont exilés et le 28 mars 1979, Hafizullah Amin devint Premier ministre avec Taraki dans le rôle de second. L'épuration est sanglante. Des milliers de communistes du Parcham sont tués ou emprisonnés. Pendant ce temps, la révolte gagne le pays. La première révolte a lieu dans la province de Kunar dans le Nouristan en 1978. Avant l'arrivée des Soviétiques, 400 000 réfugiés ont déjà rejoint le Pakistan (dont les Kirghizes du Wakhan) et 60 000, l'Iran. L'enlèvement et la mort de ambassadeur des États-Unis, Adolph Dubs, le 14 février 1979 ruine totalement les relations afghano-américaines.
En septembre 1979, Taraki est tué par Amin, qui prend tous les pouvoirs, ce qui va à l'encontre des plans des Soviétiques, qui décident d'envahir l'Afghanistan le 24 décembre 1979 et remettent Babrak Karmal au pouvoir. Hafizullah Amin est tué par les spetsnaz dans les brefs combats pour la prise du pouvoir à Kaboul. Le régime communiste afghan doit affronter les assauts des Moudjahidines, ce qui le conduit à faire appel à l'aide de l'Union soviétique en décembre 1979. Le 3 juillet 1979, le président américain Jimmy Carter autorise un programme d’action secrète de 500 millions de dollars pour renverser le gouvernement afghan. La CIA baptise ce programme du nom de code opération Cyclone. La guerre de 1979 à 1989 aboutit finalement au retrait soviétique, sans que la pérennité du régime afghan ait été garantie. La république démocratique d'Afghanistan parvient encore à résister trois ans aux Moudjahidines avant de tomber en 1992.

Dernier drapeau, adopté en 1987.

## Politique

### Liste des présidents de la république démocratique d'Afghanistan
- Nour Mohammad Taraki (30 septembre 1978 – 14 septembre 1979) ;
- Hafizullah Amin (14 septembre 1979 – 27 décembre 1979) ;
- Babrak Karmal (28 décembre 1979 – 20 novembre 1986) ;
- Mohammad Chamkani (20 novembre 1986 – 30 septembre 1987) ;
- Mohammad Najibullah (30 septembre 1987 – 16 avril 1992).

### Éducation et droits des femmes
Le gouvernement entreprend de réformer ou d'abolir certaines pratiques traditionnelles de natures féodales : les mariages forcés et la dot sont interdits, l'âge minimum légal pour le mariage est rehaussé et l'école est rendue obligatoire pour les filles. Les femmes obtiennent par ailleurs le droit de ne pas porter le voile, de circuler librement et de conduire. Un projet de légalisation du divorce est rédigé mais n'est finalement pas instauré pour ne pas encourager les insurrections conservatrices. Très optimistes, les dirigeants communistes envisageaient d’éliminer l’analphabétisme en cinq ans. En 1988, les femmes représentaient 40 % des médecins et 60 % des enseignants à l'université de Kaboul.

### Religion
Les trois premiers décrets pris par le Conseil révolutionnaire (en) au printemps 1978, commencent tous par la basmala. Cette formule islamique est néanmoins absente des cinq décrets suivants, qui comportent souvent des injonctions contraire au droit musulman. 
L'Afghanistan restant un pays très religieux, le premier dirigeant communiste afghan, Nour Mohammad Taraki, alcoolique et réputé athée, n'est pas en mesure de mener une campagne de propagande ouvertement islamophobe. Sur les conseils du diplomate soviétique Vassili Safrontchouk (ru), lui et son Premier ministre Hafizullah Amin commencent à assister à la prière obligatoire du joumou'ah pour s'attirer les faveurs de la population musulmane. Au printemps 1979, Taraki déclare à l'hebdomadaire allemand Die Zeit : « Nous voulons nettoyer l’islam en Afghanistan du ballast et de la saleté des mauvaises traditions, des superstitions et des croyances erronées. Par la suite, nous aurons un islam progressiste, moderne et pur ». À la mi-août 1979, Taraki obtient de la Jamiat-ul-Ulema Afghanistan un avis juridique (fatwa) sur mesure, déclarant légal et obligatoire le meurtre de ceux qui se soulèvent contre son autorité.    
En septembre 1979, Amin renverse Taraki et cherche à son tour l'approbation de la Jamiat-ul-Ulema Afghanistan. Le mois suivant, il déclare devant une assemblée de chefs tribaux pachtounes : « Ils disent que les mollahs sont tués en Afghanistan mais nous sommes très fiers de dire que les mollahs, ces érudits religieux qui sont honnêtes envers leur Dieu, leur peuple et leur patrie, ne sont non seulement pas tués dans ce pays, mais sont... honorés et loués. Ils reçoivent des allocations et un logement leur est fourni. Les ennemis de notre peuple disent qu'en Afghanistan quiconque récite le kalima (en), sa langue est coupée. Ils disent qu'en Afghanistan, les mosquées sont détruites. Nous déclarons à nos frères pachtounes et baloutches de venir et de faire le tour des villages et des campagnes de vos pères et aïeux... Dites-leur de venir voir comment se construit votre patrie. Vous pouvez effectuer vos prières partout où vous voudrez dans ce pays... ». Amin fait rétablir la prononciation de la basmala avant la diffusion des programmes radiophoniques nationaux et affirme que les décrets pris par le Conseil révolutionnaire sont compatibles avec l'islam,. 

#### Charia
La république démocratique d'Afghanistan n'a pas de Constitution mais des « principes fondamentaux » proclamés le 21 avril 1980 par le Conseil révolutionnaire (en) sous la présidence de Babrak Karmal. Leur article 56 dispose que « dans les cas où la loi n'est pas claire, les tribunaux régleront les affaires conformément à la charia, aux principes démocratiques et à la justice », supprimant par la même occasion les références à l'école (madhhab) de jurisprudence (fiqh) hanafite présentes dans les Constitutions précédentes. 
La constitution de la république d'Afghanistan, proclamée en novembre 1987 et amendée en juin 1990, contient deux références nominale à la charia, une à son article 29 qui dispose que « le droit à la propriété héréditaire est garanti par la loi sur la base de la charia islamique » et une autre à son article 112 qui dispose que « lorsqu'aucune disposition explicite n'existe dans la loi, le tribunal doit, conformément aux dispositions de la charia islamique, rendre une décision qui assure la justice de la meilleure façon possible. ». 

### Économie
| Croissance économique | Croissance économique                                  | Croissance économique | Croissance économique | Croissance économique | Croissance économique | Croissance économique | Croissance économique | Croissance économique |
| Indicateurs           | Indicateurs                                            | 1978                  | 1979                  | 1980                  | 1981                  | 1982                  | 1986                  | 1988                  |
| --------------------- | ------------------------------------------------------ | --------------------- | --------------------- | --------------------- | --------------------- | --------------------- | --------------------- | --------------------- |
| Dépenses              | Total (millions d'afghanis)                            | 26 397                | 30 173                | 31 692                | 40 751                | 42 112                | 88 700                | 129 900               |
| Dépenses              | Ordinaires (en %)                                      | 47                    | 56                    | 62                    | 66                    | 69                    | 74                    | 84                    |
| Dépenses              | Développement (en %)                                   | 53                    | 44                    | 38                    | 34                    | 31                    | 26                    | 16                    |
| Sources de finances   | Recettes intérieures en excluant le gaz naturel (en %) | 54                    | 40                    | 50                    | 40                    | 37                    | 31                    | 24                    |
| Sources de finances   | Ventes de gaz naturel (en %)                           | 9                     | 13                    | 33                    | 34                    | 34                    | 17                    | 6                     |
| Sources de finances   | Aides étrangères (en %)                                | 34                    | 36                    | 28                    | 26                    | 28                    | 29                    | 26                    |
| Sources de finances   | Recettes rentières (en %)                              | 43                    | 48                    | 61                    | 59                    | 62                    | 48                    | 32                    |
| Sources de finances   | Emprunts nationaux (en %)                              | 4                     | 12                    | –11                   | 1                     | 0                     | 23                    | 44                    |

Les premières mesures des nouvelles autorités communistes dans le domaine économique sont d'abolir les hypothèques sur les terres antérieures à 1973 et d'effacer les dettes de près de 11 millions de paysans pauvres (ouvriers agricoles sans terre, petits propriétaires fonciers etc.),.
Le gouvernement de Taraki lance une réforme agraire le 1er janvier 1979 visant à limiter la quantité de terre qu'une famille pouvait posséder. Celles dont les exploitations dépassaient la limite ont vu leurs biens réquisitionnés par le gouvernement, sans indemnisation. Le gouvernement afghan pensait gagner l'approbation populaire parmi la population rurale tout en affaiblissant le pouvoir de la bourgeoisie. À la mi-1979, le gouvernement affirme que 665 000 hectares de terre ont été redistribués et a également déclaré que seulement 40 000 familles, soit 4 % de la population, ont été négativement affectées par la réforme agraire.
Contrairement aux attentes du gouvernement la réforme ne se révéla ni populaire, ni productive. Les récoltes agricoles ont chuté et la réforme elle-même conduisit à la montée du mécontentement parmi les Afghans. Lorsque Taraki réalisera le degré d'insatisfaction populaire vis-à-vis de la réforme, il abandonnera rapidement cette politique. Cependant, la réforme agraire a été progressivement remise en place sous l'administration de Karmal plus tard, bien que la proportion de la superficie touchée par la réforme ne soit pas claire.
Pendant la guerre civile et l'invasion soviétique qui s'est ensuivie, la plupart des infrastructures du pays ont été détruites et l'activité économique a été fortement perturbée. Le produit national brut (PNB) a chuté considérablement en raison du conflit. En 1981, le PIB afghan s'élève à 154 300 000 000 afghanis afghanes, soit une baisse de 159,7 milliards par rapport à 1978. Le RNB par habitant est passé de 7 370 en 1978 à 6 852 dollars en 1981. La forme la plus dominante de l'activité économique a été le secteur agricole. L'agriculture représentait 63 % du produit intérieur brut (PIB) en 1981 ; 56 % de la population active travaillait dans l'agriculture en 1982. L'industrie représentait 21 % du PIB en 1982 et employait 10 % de la population active. Toutes les entreprises industrielles étaient nationalisées. Le secteur des services, le plus petit des trois, représentait 10 % PIB en 1981 et employait un tiers environ de la population active. La balance des paiements, qui s'était améliorée sous l'administration pré-communiste de Mohammed Daoud Khan, a diminué et l'excédent est devenu un déficit en 1982, pour atteindre un peu moins de 70,3 millions de dollars américains. La seule activité économique qui a considérablement augmenté sous l'administration de Karmal était le commerce extérieur. 
Nadjibullah a poursuivi les politiques économiques de Karmal. L'augmentation des liens avec le bloc de l'Est et l'Union soviétique a continué, tout comme le commerce bilatéral. Il a également encouragé le développement du secteur privé dans l'industrie. Le plan de développement économique et social quinquennal, introduit en janvier 1986, a continué jusqu'au mois de mars 1991, un mois avant la chute du gouvernement communiste. Selon le plan, l'économie, qui a augmenté de moins de 2 % par an jusqu'en 1985, devait augmenter de 25 %. L'industrie devrait croître de 28 %, l'agriculture de 14-16 %, le commerce intérieur de 150 % et le commerce extérieur de 15 %. Comme prévu, aucun de ces objectifs n'a été atteint et le 2 % de croissance annuelle, qui avait été la norme avant le plan, a continué sous Nadjibullah. La Constitution de 1990 a donné une attention particulière au secteur privé. L'article 20 portait sur la création d'entreprises privées et l'article 25 encourageait les investissements étrangers dans le secteur privé.